# Takahiro Yoshikawa
Takahiro Yoshikawa (Nishinomiya, 8 novembre 1973) è un pianista giapponese.

## Biografia
Takahiro Yoshikawa (nato il 8 Novembre 1973) è cresciuto ed ha studiato a Nishinomiya. Entrambi i suoi genitori sono cantanti classici.

## Vita privata
Takahiro Yoshikawa è sposato con un’italiana e ha due figli.

## Carriera
Yoshikawa ha iniziato suonare in giovane età. Si è laureato al dipartimento musicale della Università delle arti di Tokyo sotto la guida di Takako Horie. Durante la sua permanenza a Tokyo ha viaggiato spesso in Germania per completare un corso di specializzazione con il pianista tedesco Conrad Hansen. Dopo aver concluso il master a Tokyo nel 1999, ha vinto il premio del costruttore di pianoforti austriaco Bösendorfer e si è trasferito stabilmente in Italia.
Negli anni successivi ha continuato la sua formazione in Italia con Anita Porrini (allieva di Alfred Cortot) e ha studiato composizione con Silvia Bianchera Bettinelli.
Dal 2011 Yoshikawa ha acquisito notorietà per i suoi concerti come solista alla Scala di Milano  e per concerti alla televisione pubblica giapponese NHK.

Nel 2019, ha ricevuto la sua prima recensione nell'American Record Guide per la sua interpretazione di Liszt su un piano Steinway C-227.

## Discografia
- 2015 Vif Et Rythmique. Fabrizio Meloni, Takahiro Yoshikawa - A. Honegger, C. Saint-Saëns, C. Debussy, D. Milhaud, F. Poulenc, J. Françaix. Deutsche Grammophon 481 1508
- 2015 Takahiro Yoshikawa - Ludwig van Beethoven, Sonate per pianoforte n.8 op.13, n.13 op.27, n.26 op.81, n.32 op.110. Ypsilon International Limited YIL-001
- 2016  Takahiro Yoshikawa - Claude Debussy, Suite bergamasque. Estampes. Images I&II. Ypsilon International Limited YIL-002
- 2017 Takahiro Yoshikawa - Robert Schumann, Fantasiestücke Op.12, Kinderszenen Op.15, Waldszenen Op.82 Ypsilon International Limited  YIL-003
- 2019 Takahiro Yoshikawa - Franz Liszt Années de pèlerinage Deuxième année: Italie S.161 Ypsilon International Limited YIL-004
- 2019 Takahiro Yoshikawa -  Wolfgang Amadeus Mozart, Sonata in A Minor K.310 Rondò in D Major K.485 Rondò in A Minor K.511 Piano Sonata in F Major K.533/494. Ypsilon International Limited  YIL-005